# James Lockhart (Politiker)
James Lockhart (* 13. Februar 1806 in Auburn, New York; † 7. September 1857 in Evansville, Indiana) war ein US-amerikanischer Politiker. Zwischen 1851 und 1853 sowie nochmals im Jahr 1857 vertrat er den Bundesstaat Indiana im US-Repräsentantenhaus.

## Werdegang
James Lockhart besuchte die öffentlichen Schulen seiner Heimat. Um das Jahr 1826 zog er nach Ithaca, wo er eine Weberei betrieb. Seit 1832 lebte er in Indiana. Nach einem Jurastudium und seiner im Jahr 1832 erfolgten Zulassung als Rechtsanwalt begann er ab 1834 in Evansville in seinem neuen Beruf zu arbeiten. In den Jahren 1836 und 1837 war Lockhart juristischer Vertreter seiner neuen Heimatstadt. Zwischen 1841 und 1845 fungierte er als Staatsanwalt im Vanderburgh County. Danach war er von 1846 bis 1851 Richter im vierten Gerichtsbezirk von Indiana.
Politisch war Lockhart Mitglied der Demokratischen Partei. 1850 nahm er als Delegierter an einer Versammlung zur Überarbeitung der Verfassung von Indiana teil. Bei den Kongresswahlen desselben Jahres wurde er im ersten Wahlbezirk von Indiana in das US-Repräsentantenhaus in Washington, D.C. gewählt, wo er am 4. März 1851 die Nachfolge von Nathaniel Albertson antrat. Da er im Jahr 1852 auf eine erneute Kandidatur verzichtete, konnte er bis zum 3. März 1853 nur eine Legislaturperiode im Kongress absolvieren. Diese war von den Diskussionen um die Frage der Sklaverei bestimmt.
Nach seinem Ausscheiden aus dem US-Repräsentantenhaus arbeitete Lockhart wieder als Anwalt. Zudem wurde er von Präsident Franklin Pierce mit der Überwachung der Bauarbeiten am Marinehospital in Evansville betraut. Bei den Wahlen des Jahres 1856 wurde er erneut in den Kongress gewählt, wo er am 4. März 1857 Smith Miller ablöste, der vier Jahre zuvor sein Nachfolger geworden war. James Lockhart konnte sein Mandat aber nur bis zu seinem Tod am 7. September 1857 ausüben. Danach wurde William E. Niblack bei einer Nachwahl zu seinem Nachfolger gewählt.